# Salvador Wood
Salvador Juan de la Cruz Wood Fonseca. Fue un destacado actor cubano del cine, la radio, la televisión y el teatro, consagrado por entero a la profesión de actor. A pesar de haber llegado a una edad avanzada, siempre fue admirado y recordado por varias generaciones de cubanos. 

## Síntesis biográfica
Nació el 24 de noviembre de 1928, en Santiago de Cuba, donde mismo nació su compañera de la vida, Yolanda Pujols. Sus padres eran santiagueros y por la estirpe paterna de los Wood fue el único que tuvo el coraje de ser actor de teatro, de radio, de televisión y de cine. 
Viajó a La Habana en 1946 en busca de un espacio que tuviera una mayor resonancia nacional, aunque estaba convencido de que el municipio es el universo, pero a veces es recomendable salir de él. Cuando partió en busca de otros aires en el oeste, ya era actor de teatro y de radio en Santiago de Cuba, en realidad se trasladó para la capital porque en Santiago entonces eran más limitadas las posibilidades de desarrollo. 

### Frustración
Se lamentaba de no haber aprendido música y de no tocar ningún instrumento musical, porque ese arte, llamado por José Martí "la más bella forma de lo bello", ayuda mucho a los actores de cualquier género.

### Nace un actor
Sus primeros retos como actor fueron en la radio, en 1943, en un programa especial sobre el fusilamiento de los ocho estudiantes de Medicina, el 27 de noviembre. Hizo el papel de uno de los estudiantes fusilados. 
Después llegó al teatro y su primer reto fue con solo 17 años, en el año 1945, organizado por el Cuadro de Comedia y Arte Dramático creado en Santiago de Cuba por el actor matancero José María Béjar, en la obra Don Juan Tenorio, de Zorrilla. Béjar hacía el Tenorio y él su contrafigura, Don Luis Mejías; obra en verso, un clásico del teatro romántico español. Lo más simpático es que aún hoy sé sabe de memoria la larga relación que le hace Don Luis Mejías a Don Juan Tenorio en la Hostería El Laurel. 
Le siguió, en 1952, el primer reto en la televisión, en un programa de Paco Alfonso, en el Canal 2, dirigido por Jesús Cabrera, donde hizo por primera vez un personaje campesino. Después de eso, ha hecho 18 campesinos distintos. 
Más tarde, en 1960, debutó en el cine, en un documental bajo el título de Chinchín, donde hizo el papel de otro campesino. El director fue Humberto Arenal y el fotógrafo, el canadiense Harry Tanner; se filmó en Jovellanos, Matanzas. Donde fue más feliz como actor, y sintió un mayor impacto emocional, fue en la película El Brigadista, en 1976, porque allí debutó su hijo Patricio Wood, juntos los dos en el mejor ejemplo de fraternidad que existe, padre e hijo. 
Como actor también lo marcó sobremanera el haber hecho el papel de José Martí en un programa que dirigía Pedro Álvarez en 1968, a propósito del centenario del estallido de la Guerra de 1868, en el que su esposa novia encarnó la figura de Carmen Zayas Bazán.

### Confesión
El formidable actor, fue un profesional empírico, sin escuela, y que aprendió observando y preguntando a los actores académicos como Juan Carlos Romero, uno de los directores más queridos; de Alejandro Lugo y de otros que harían penosa la lista por un olvido involuntario. Como no tenía academia, se veía ante una enorme desventaja. Por eso tuvo que estudiar solo, leer mucho, y beber de las técnicas de Stanislavski después de 1959. Siempre se mantuvo actuando y en el año 2006 participó en otra película, Listos para la Isla. 
A sus 80 años, se declaró esperanzado en seguir actuando, enamorado de una actriz que tuvo el valor de casarse con él hace 59 años, declarando públicamente que tiene un apellido de madera (Wood, en inglés significa madera), pero una voluntad de hierro.

### Actor y poeta

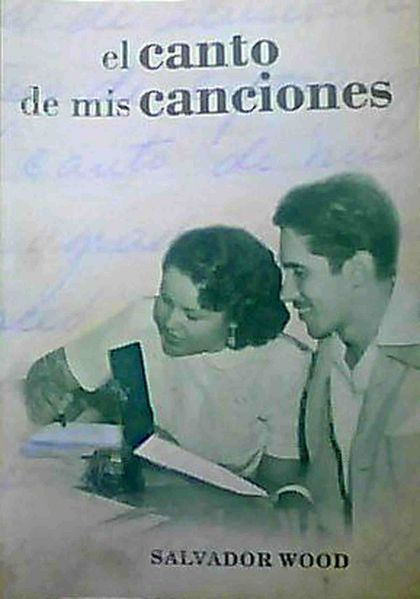
Ediciones En Vivo, 2019

Entre todas las condecoraciones, diplomas, distinciones y medallas que obtuvo se queda con la admiración de su pueblo y el cariño de su esposa, el de sus dos hijos y de sus nietos. He aquí una pequeña muestra de su talento, en una décima que le realizó a Yolanda su esposa, cuando cumplieron nueve años de casados:
Nueve brillantes luceros/ te están besando la frente,/ y en tus labios un ardiente/ llamear de besos primeros./ En tus ojos carceleros/ he visto un sueño de armiño/ arrugándote el corpiño/ para contigo jugar./ Mejor será confesar:/ ¡Estoy soñándote un niño!/.
Y he aquí una de varias espinelas que escribió antes de 1959, desde su exilio revolucionario en Venezuela, a Cojímar, donde residió por más de 54 años: Algún día he de volver/ a mirarme en el cristal/ de tu azul rada de sal/ con mi niña y mi mujer./ Será volver a nacer/ el alba de mi regreso/ y en el castillo do preso/ tu pueblo estuvo humillado,/ sobre sus piedras, callado,/ a la Patria daré un beso.
El poemario El canto de mis canciones, publicado en el año 2019 por la Editorial En Vivo, deja constancia en la literatura del amor entre Salvador Wood y su esposa. Fue presentado por su hijo el 12 de febrero de 2020 en la sede de la UNEAC, como parte del programa de la 29 Feria Internacional del Libro de La Habana.

## Premios y reconocimientos
- Premio Nacional de Radio 2003

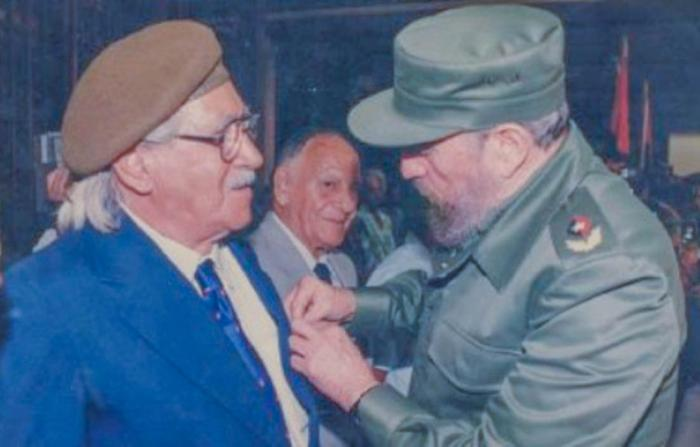
Salvador Wood recibe el Título de Héroe del Trabajo de la República de Cuba de manos de Fidel Castro.

- Premio ACTUAR por la Obra de la Vida, otorgado por la Agencia Artística de Artes Escénicas ACTUAR 2016
- Premio Nacional de Televisión por la Obra de la Vida, reconocido por el Instituto Cubano de Radio y Televisión 2018
- Título de Héroe del Trabajo de la República de Cuba